# ژبه‌هازا
ژِبِه‌هازا (به مجاری:  Zsebeháza) یک منطقهٔ مسکونی در مجارستان است که در ناحیه چورنا واقع شده‌است. ژبه‌هازا ۴٫۶۵ کیلومتر مربع مساحت و ۱۲۰ نفر جمعیت دارد.